# Digipack

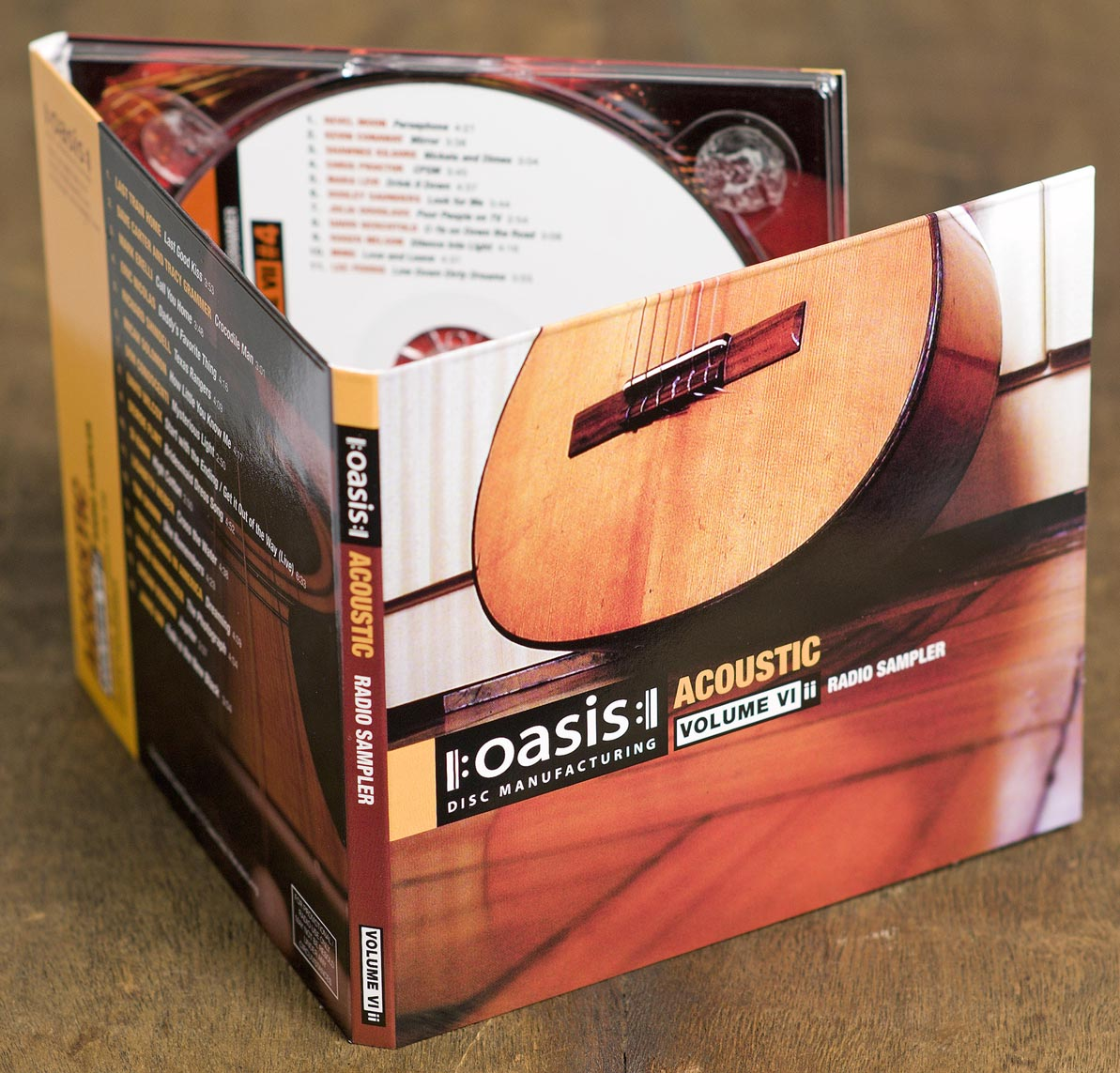
Digipack.

Digipack (eller digipak) är ett slags CD-omslag. Det är ett fodral i papp som ofta, men inte nödvändigtvis, liknar ett LP-fodral i miniatyr, eller en bok. När man öppnar den sitter skivan fast i en plasthållare inuti. Som ett marknadsföringsknep ges ofta en begränsad, och i regel dyrare, digipack-utgåva av ett album ut. Vissa musikartister ger ut sina skivor i enbart digipack, till exempel är alla album med bob hund utgivna i detta format på CD. Digipackomslag ger ett exklusivare intryck än vanliga jewelcase eller keepcases, men de slits fortare.